# Spůlka
Spůlka är ett vattendrag i Tjeckien.   Det ligger i regionen Södra Böhmen, i den sydvästra delen av landet, 120 km söder om huvudstaden Prag.